# Bakary Gassama
Bakary Papa Gassama (ur. 2 października 1979) – gambijski sędzia piłkarski. 
Od 2007 jest sędzią FIFA. W 2012 Gassama został wybrany jako jeden z 16 arbitrów do sędziowania na Igrzyskach Olimpijskich w Londynie. Sędziował również spotkania kwalifikacyjne do Mistrzostw Świata w Piłce Nożnej 2014. Został mianowany jednym z 25 sędziów na Mistrzostwach Świata w Piłce Nożnej 2014.

## Sędziowane mecze Mistrzostw Świata 2014
| Mecz             | Data       | Miejsce                      | Runda        | Wynik | Żółta kartka | Czerwona kartka |
| ---------------- | ---------- | ---------------------------- | ------------ | ----- | ------------ | --------------- |
| Holandia – Chile | 23.06.2014 | Arena Corinthians, São Paulo | Faza grupowa | 2:0   | 2            | 0               |

## Sędziowane mecze Pucharu Konfederacji 2017
| Mecz                   | Data       | Miejsce                   | Runda        | Wynik | Żółta kartka | Czerwona kartka |
| ---------------------- | ---------- | ------------------------- | ------------ | ----- | ------------ | --------------- |
| Meksyk – Nowa Zelandia | 21.06.2017 | Stadion Olimpijski, Soczi | Faza grupowa | 2:1   | 4            | 0               |

## Sędziowane mecze Mistrzostw Świata 2018
| Mecz         | Data       | Miejsce                  | Runda        | Wynik | Żółta kartka | Czerwona kartka |
| ------------ | ---------- | ------------------------ | ------------ | ----- | ------------ | --------------- |
| Peru – Dania | 16.06.2018 | Mordowia Ariena, Sarańsk | Faza grupowa | 0:1   | 3            | 0               |

## Sędziowane mecze Mistrzostw Świata 2022
| Mecz             | Data       | Miejsce                  | Runda        | Wynik | Żółta kartka | Czerwona kartka |
| ---------------- | ---------- | ------------------------ | ------------ | ----- | ------------ | --------------- |
| Holandia – Katar | 29.11.2022 | Al-Bayt Stadium, Al Khor | Faza grupowa | 2:0   | 1            | 0               |